# Alexander Bruckmann
Alexander Bruckmann (Reutlingen, 1806 – Stuttgart, 1852) was een Duits kunstschilder.

## Leven en werk
Bruckmann werd in 1806 geboren en in 1824 begon hij te schilderen in Stuttgart, alwaar hij tevens, in 1852, zal overlijden. Een jaar later verruilde hij Stuttgart voor München en in 1829 ging Bruckmann naar Rome. In 1833 schilderde hij veertien schilderijen naar Theocritus’ gedichten in het koninklijk paleis te München. Andere bekende werken van zijn hand zijn: Vrouw van Weinsberg, De sirenes, Romeo en Julia en Het meisje uit Afar.
- Gemeinsame Normdatei: 116799706
- International Standard Name Identifier: 0000 0000 6678 390X
- RKD-Nederlands Instituut voor Kunstgeschiedenis: 215888
- Union List of Artist Names: 500055351
- Virtual International Authority File: 67226577
- WorldCat: E39PBJgxkccPFDrgr8WWMPMXVC